# 레인웨이
레인웨이(Rainway)는 비디오 게임 스트리밍 서비스이다. 레인웨이는 사용자들이 자신들의 PC에서 게임을 구동하고 인터넷 연결을 통해 다른 장치에서 플레이할 수 있게 한다. 레인웨이의 베타 버전은 2017년 11월 25일 시작되었다.

## 호환성
레인웨이는 스팀, 오리진, 배틀넷, 유플레이에서 구매한 게임과 호환된다. 이 서비스는 웹 브라우저에서 구동할 수 있으며 iOS와 안드로이드 휴대 전화, 그리고 엑스박스 원 콘솔과 호환될 예정이다.
레인웨이의 개발자들은 닌텐도 스위치와 플레이스테이션 4의 서비스 지원도 예정하였다. 레인웨이의 웹 서비스는 닌텐도 스위치의 내부 웹 브라우저를 통해 사용할 수 있으며 이는 레인웨이 개발자들이 닌텐도 스위치의 서비스를 테스트하기 위해 사용해왔던 것이지만 닌텐도가 레인웨이 애플리케이션을 닌텐도 e숍에서 배포할 수 있게 허용할 것인지의 여부를 아직 알려져 있지 않다.

## 역사
레인웨이는 2017년 3월 앤드루 샘슨(Andrew Sampson)에 의해 처음 발표되었으며 베타는 5월 5일 예정되었다. 비슷한 기술을 사용하여 샘슨이 작업한 다른 스트리밍 서비스 Ulterius에 대해 공식 웹사이트에서 발표되었으나 이는 게임 스트리밍 보다는 데스크톱 원격 제어에 초점을 두었다. 그러나 레인웨이는 한동안 주의를 끌지 못하다가 4월 당시 새로 출시된 닌텐도 스위치 콘솔을 지원할 예정이라고 발표하면서 집중을 받았다. E3 2017 중에 레인웨이는 스트리밍 서비스가 닌텐도 스위치 콘솔용으로 이용이 가능할 것이라 다시 언급했으며 레인웨이 베타가 11월 25일에 시작할 것이라고 발표하였다.

## 같이 보기
- 클라우드 게임